# Denis Smith
Denis Smith (Meir, 19 novembre 1947) è un ex calciatore e allenatore di calcio inglese, di ruolo difensore.

## Carriera
È entrato nel guinness dei primati per essere il calciatore con più infortuni in carriera, non riuscendo più a recuperare pienamente la condizione dopo essersi rotto una gamba per la quinta volta nella sua carriera nel marzo 1975. Perde l'intera stagione 1980-1981 per infortunio, lasciando lo Stoke City nel maggio 1982 dopo averci giocato per più di un decennio. Nel 1982 è ceduto in prestito allo York City, squadra che lo riscatta a titolo definitivo e con la quale si ritira al termine della stagione 1982-1983.
Vanta più di 300 presenze in Premier League e 4 in Coppa UEFA. Risulta, insieme a Jackie Marsh, il giocatore dello Stoke con più presenze nelle competizioni europee (17), ed il quarto, con 493 presenze, in tutte le competizioni ufficiali.

## Palmarès

### Giocatore

#### Competizioni nazionali
- Coppa di Lega inglese: 1

Stoke City: 1971-1972

### Allenatore

#### Competizioni nazionali
- Fourth Division: 1

York City: 1983-1984
- Football League One: 1

Sunderland: 1987-1988
- FAW Premier Cup: 2

Wrexham: 2002-2003, 2003-2004